# Shikharpur (Baitadi)
Shikharpur (nepalski: सिखरपुर) – gaun wikas samiti w zachodniej części Nepalu w strefie Mahakali w dystrykcie Baitadi. Według nepalskiego spisu powszechnego z 2011 roku liczył on 961 gospodarstw domowych i 5706 mieszkańców (3088 kobiet i 2618 mężczyzn).